# Svitjods undergång och Sveriges födelse
Svitjods undergång med underrubriken "Sveriges födelse" är en bok utgiven 2006, skriven av bröderna Henrik Lindström och Fredrik Lindström.

## Inledning
I boken diskuterar författarna vilka möjliga tänkbara scenarion som föregick bildandet av den svenska stat som vi känner idag. Centrala är grupperna västgötar, östgötar och inte minst den fornsvenska lands- eller folkbeteckningen Svitjod. I förordet diskuteras huruvida bildandet måhända ska ses från ett götiskt, svealändskt eller ett tredje perspektiv.

### Diskussionsämnen
Författarna strävar efter att förklara hur paradoxen med ett motstånd från de boende i Svitjod trots allt resulterar i att det framväxande riket format kring Götaland och Svealand inte behåller det gamla namnet Svitjod och inte heller får ett namn som nämner göterna, utan får namnet Sverige.
Tesen som drivs i boken är: Svitjod var delat kring förändringarna som den tidens samhälle stod inför. I grupper med vissa stormän i spetsen fanns det ett motstånd mot den nya samhällsordningen utgående från en starkare kungamakt med romersk-katolska kyrkans understöd, på bekostnad av stormännens makt. Motståndet kan enligt författarna huvudsakligen lokaliseras till Svitjods västra delar, folklandet Fjädrundaland och östra delarna av Västmanland.

#### Folkungarna
En diskussion som förs gäller ursprunget och betydelsen av den tidigare så kallade Folkungaätten (idag kallad Bjälboätten) eller Folkungarna, där man gör en utförlig genomgång av möjliga förklaringar och framlägger sin tes som så: Folkungarna var en möjligen ursprungligen släktorienterad, men senare snarare åsiktsorienterad, samling stormannaätter, med sin bas i Mälardalslandskapen, och företrädesvis den västligare delen av dessa (dagens västra delar av Uppland och östra Västmanland).

#### Svitjods utbredning
En diskussion gäller hur utsträckningen av forntidens Svitjod kan tänkas ha sett ut. Med hänvisning till bland andra Adam Schütt och dennes rekonstruktion av de ursprungliga gränserna för Upplands folkland, arkeologiska fynd, runinskrifter, språkhistoriska fakta etcetera, framställs en bild av en utsträckning av Svitjod som i västerled sträcker sig till trakten av Västerås, alltså ungefär halva dagens Västmanland, samt den östligare delen av dagens Södermanland, förutom landskapet Uppland med de idag kvarvarande så kallade folklanden Tiundaland, Attundaland och Fjädrundaland (samt Roden).
Det är just Fjädrundaland som utpekas som nyckeln till förklaringen inte bara av Folkungarnas stridigheter med den framväxande romersk-katolskt kristnade och kungamakten, utan också senmedeltida stridigheter i den svenska historien, där stormannaätter och adel ibland ställts släkten mot släkten. Med det ursprungliga Fjädrundaland skall enligt bröderna Lindström förstås inte bara dagens Fjädrundaland i landskapet Uppland, utan alltså även den östra delen av dagens landskap Västmanland.

#### Slagfält under tidig medeltid
Ytterligare en väsentlig tes som drivs i boken gäller lokaliseringen av de tidig-medeltida slagen som stod mellan å ena sidan den framväxande kungamakten, å andra sidan representanterna för Svitjods stormannaätter, Folkungarna.
- Gestilren, 1210
- Ostra ,  1229
- Sparrsätra, 1247
- Herrevadsbro, 1251

Dessa slagfält finns alla lokaliserade till gränsområdena för det ursprungliga Fjädrundaland, på ömse sidor om dalgången kring Sagån som har sitt utlopp mellan Enköping och Västerås.